# Erateina discalis
Erateina discalis är en fjärilsart som beskrevs av Butler 1873. Erateina discalis ingår i släktet Erateina och familjen mätare. Inga underarter finns listade i Catalogue of Life.